# Tote bag

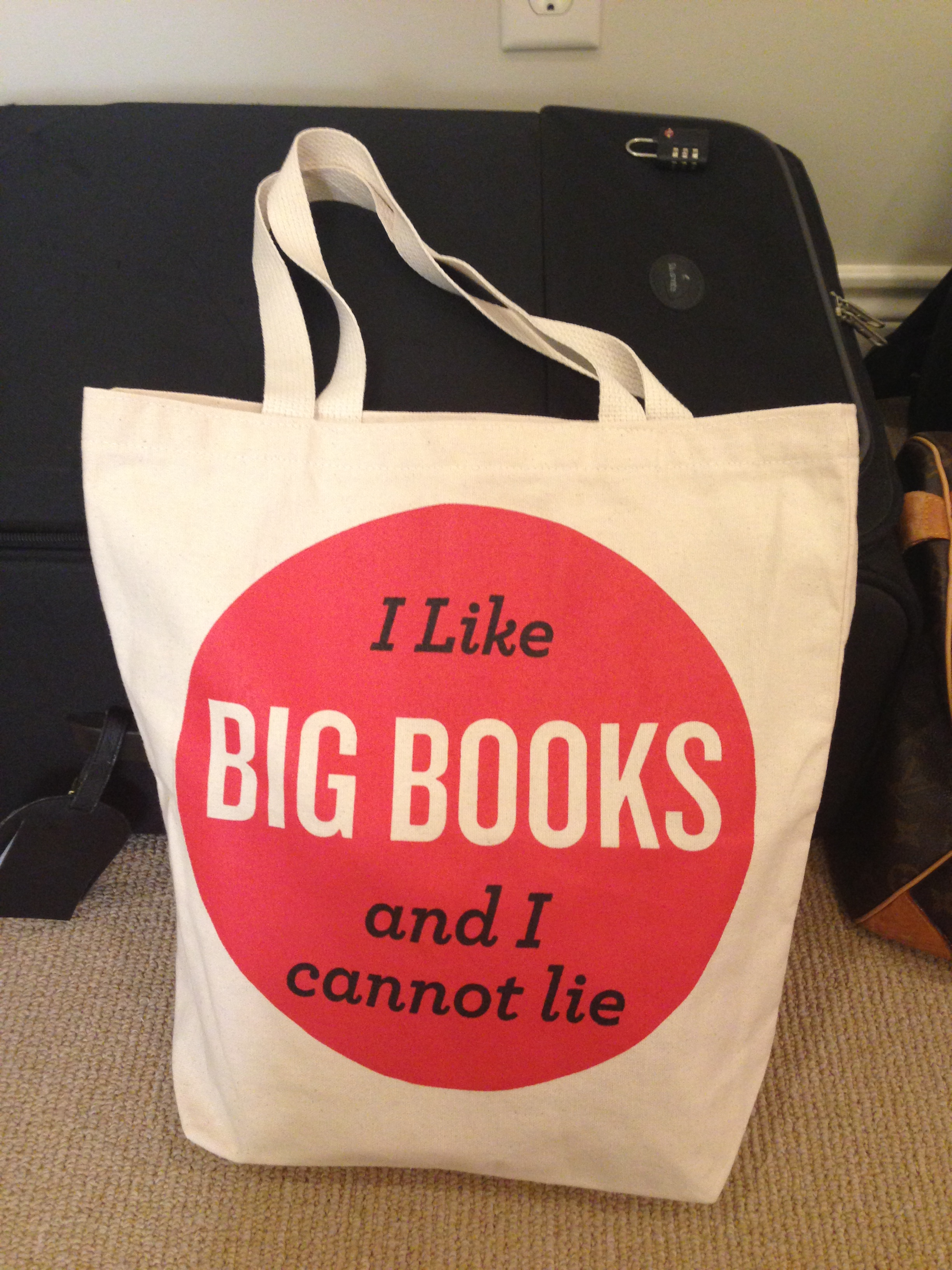
Un tote bag.

Un tote bag est un sac en toile souple à deux anses, porté à l'épaule.

## Histoire
Étymologiquement, le mot vient de l'anglais « to tote », qui signifie « trimbaler ». Au début du XXe siècle, les postiers britanniques utilisaient de tels sacs, plus légers qu'une sacoche en cuir, pour livrer le courrier. Il en allait de même, vers le milieu du siècle, pour les crieurs de journaux en Europe et en Amérique ainsi que pour le transport des courses ménagères, toujours dans un but fonctionnel, tenu en main par les anses.
Au début des années 2000, les supermarchés berlinois utilisèrent des sacs en toile de ce type pour emballer les marchandises, avant que des créateurs ne reprennent le concept pour en faire des cabas. L'ancien sac en toile est porté depuis les années 2010 comme un accessoire de mode. La démocratisation des petites imprimantes textiles permit également d'y reproduire toutes sortes de motifs. Porté à l'épaule, il est offert autant par des boutiques de mode que par des musées, des magasins, des associations qui y apposent leur logo, lequel y joue un rôle publicitaire. Et il est facile à personnaliser ou à faire soi-même.

## Étymologie
Le mot tote est un terme anglais familier (à l'origine nord-américain) qui signifie « porter » ou « transporter », généralement en relation avec une lourde charge ou un fardeau. Il est enregistré pour la première fois en Virginie en 1677, mais son étymologie est incertaine ,. Une prétendue origine africaine a été discréditée,. Il pourrait être apparenté au bas allemand tute (« sac »), apparenté à l'allemand Tüte (« sac ») ; en allemand, le sac proposé à la caisse se dit « Tasche ».
Le terme « tote bag » est mentionné pour la première fois en 1900.